# Eva Kollárová
prof. PhDr. Eva Kollárová, PhD. (29. října 1939, Liptovský Mikuláš – 18. srpna 2025, Nižná) byla slovenskou vysokoškolskou učitelkou a filoložkou, zaměřením rusistkou, jež zastávala dokonce v letech 1997–2000 úřad viceprezidentky Mezinárodní asociace učitelů ruského jazyka a literatury (MAPRJAL). Byla dlouholetou prezidentkou Asociace rusistu Slovenska (ARS).

## Život a dílo
Eva Kollárová vystudovala v 60. letech 20. století slovenštinu a ruštinu na Filozofické fakultě Univerzity Komenského v Bratislavě.
V srpnu roku 1999 uváděla jako viceprezidentka IX. kongres MAPRJALu, konaný v Bratislavě, jehož se zúčastnilo 600 účastníků ze 43 zemí světa. V listopadu roku 2006 byla pozvána do Kremlu, kde osobně obdržela z rukou ruského prezidenta Vladimira Putina ocenění, čímž „prezident vyjádřil svoje poděkování za její celoživotní úsilí o šíření ruské umělecké kultury na Slovensku i ve světě“.
Provdala se za svého spolužáka Jána, měli dvě děti.

## Citáty
Na otázku jak se dostala k ruštině odpověděla v rozhovoru s Naďou Kališovou pro slovenský deník SME následujícími slovy: „Mala som 16 rokov. Stretla som docentku U. Fecaninovú. Krásnu, múdru a skutočne vzdelanú vysokoškolskú pedagogičku, ktorá vždy mala pre mňa čas. Spolu sme analyzovali divadelné predstavenia, výstavy, hovorili o nových knihách. Jej som venovala aj moju poslednú knihu. Zomrela pred dvomi rokmi. Ruskej kultúre, ktorú mi s takou láskou predstavila, vďačím vo svojom osobnom i spoločenskom živote za veľa. Aj preto viem, aké bohatstvo drží v rukách učiteľ, ktorý dokáže doniesť svoj predmet ako dar.“